# مهدي بدرلو
مهدي بدرلو (5 مايو 1990 بالأهواز في إيران - ) هو لاعب كرة قدم إيراني في مركز الوسط. لعب مع نادي ألومينيوم هرمزغان ونادي صبا قم ونادي فولاد خوزستان وShahrdari Arak F.C. ‏.

## وصلات خارجية
- مهدي بدرلو على موقع قاعدة بيانات كرة القدم.إي يو (الإنجليزية)
- مهدي بدرلو على موقع Soccerway.com (الإنجليزية)